# Гак (крюк)

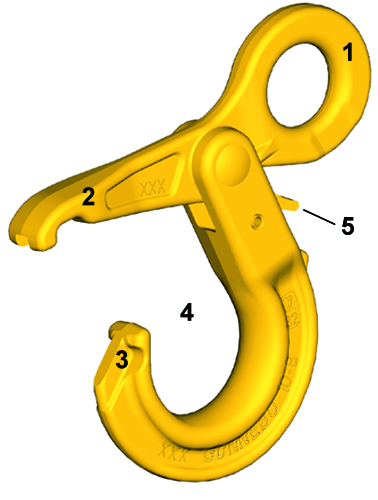
3D-модель гака (грузового крюка)

Гак (нидерл. Haak) — морское название крюка, которое, возможно, пришло из Голландии во время правления Петра I.
Гак выполнен из стали и используется на кораблях для подъёма того или иного груза кранами, стрелами и другими приспособлениями, предназначенными для подобных действий.
У некоторых современных судовых гаков есть преимущество над обычными грузовыми крюками — его носок загнут (завален) внутрь, и поэтому при работе он не сможет задевать за выступающие части бортов, трюмов и надстроек судов.

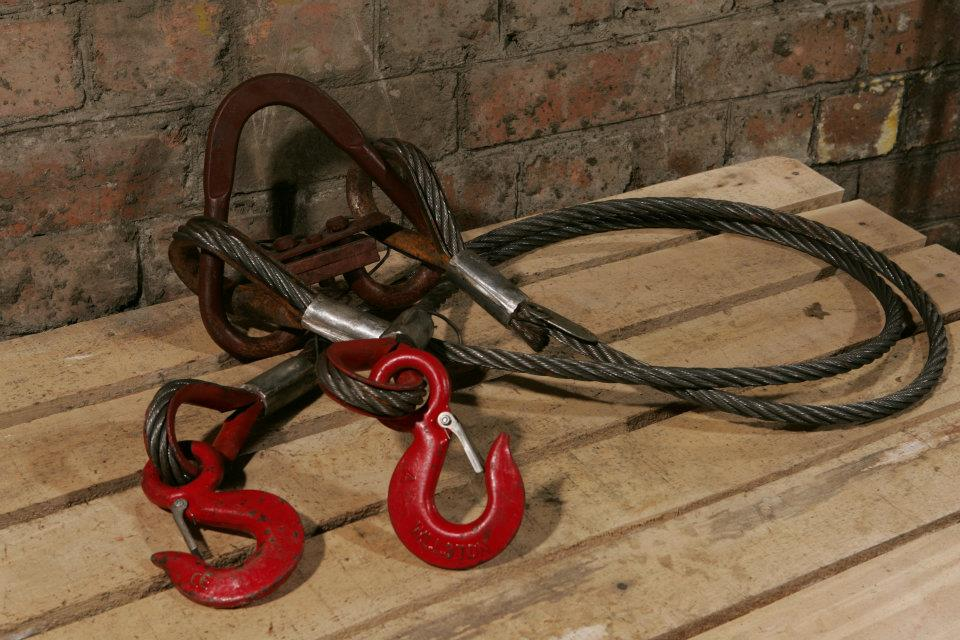
Моряки и портовые грузчики называют такой набор «гачки» или «стропа с гачками и треугольником». Отдельно стальной трос с двумя огонами (если убрать треугольник и крюка) называется «стальным стропом»

Гак состоит из обуха, носка и спинки.
Судовые гаки весьма разнообразны по видам и назначению. Наиболее употребимыми из них являются:
- Простой гак (имеет устройство для пристрапливания снасти в плоскости, перпендикулярной самому гаку)
- Вертлюжный гак (всажен в оковку блока, благодаря чему может свободно вращаться)
- Повёрнутый гак (похож на простой, но ушко его смотрит вдоль гака)
- Складной гак (представляет собой соединение двух гаков на общем кольце или коуше)
- Пентер-гак (большой двойной гак особой формы, закладываемый за лапу якоря при подъёме его на борт судна из вертикального в горизонтальное положение — на фиш)
- Кат-гак (которым оканчивается кат (снасть, подтягивающая якорь к судну) и который закладывается за рым якоря)
- Крановой гак (состоит из двух гаков на общей спинке, смотрящих в разные стороны)[3][2]
- Глаголь-гак (предназначен для крепления и быстрой отдачи крепления (быстрого раскрепления))
- Гачки (короткое название грузового приспособления из двух стропов, треугольника или кольца, двух гаков. Смотри фото справа)